# Lexus RC
Lexus RC är en kompakt premiumcoupé tillverkad av Lexus, Toyotas premiumdivision. Modellen presenterades på Tokyo Motor Show 2013 . RC som enligt Lexus står för "Radical Coupé" är en två-dörrars coupéversion av Lexus IS (XE30). Modellen delar flertalet av konceptcoupébilen LF-CCs designelement samt vissa element från sporthybridkonceptet LF-LC .
Två modellversioner visades upp på den japanska mässan – RC 350 och RC 300h. RC 350 drivs av en 3,5 liters V6-motor vilket ger 310 hästkrafter. RC 300h är Lexus första sportbil med fullhybriddrift. Drivlinan i Lexus RC 300h är ett fullhybridsystem med en 2,5 liters fyrcylindrig motor på 178 hk i kombination med en elmotor på 143 hk. Tillsammans bidrar det till en maximal effekt på 220 hk . 

## Bildgalleri
|                    |
| Lexus LF-CC (2012) |

|                      |
| Lexus RC 300h (2018) |

|                    |
| Lexus RC350 (2015) |

|                    |
| Lexus RC350 (2018) |

|               |
| Lexus RC 200t |